# Supercopa Gibralteña 2003
La Supercopa Gibralteña del 2003 fue una competición que se disputó a partido único en el Estadio Victoria el 1 de octubre del 2003. Se enfrentaron el campeón de la Gibraltar Football League 2002/03 y de la Rock Cup 2002/03, el Manchester 62 fue campeón al ganarle 1:0 al Lincoln.
|           | - |                 |
| Lincoln 0 | - | Manchester 62 1 |
| --------- | - | --------------- |

|                         |
| Campeón                 |
| Manchester 62 1º título |